# Campo vulcânico monogenético
Campo vulcânico monogenético é designação dada em vulcanologia a um tipo de campo vulcânico que consiste num grupo de pequenos vulcões monogenéticos, cada um dos quais criado por uma única erupção, ao contrário dos campos vulcânicos poligénicos constituídos por vulcões que entraram em erupção repetidamente durante um período de tempo alargado. Os pequenos vulcões monogenéticos destes campos são a forma de relevo vulcânico subaéreo mais comum.

## Descrição
Muitos vulcões monogenéticos são cones de escórias, frequentemente com fluxos de lava associados, como o Parícutin no campo vulcânico Michoacán-Guanajuato, que entrou em erupção de 1943 a 1952. Alguns vulcões monogenéticos são pequenos escudos de lava, como a ilha Rangitoto no campo vulcânico de Auckland. Outros vulcões monogenéticos são anéis de tufo ou maars. Um campo vulcânico monogenético contém normalmente entre dez e cem vulcões. O campo de Michoacán-Guanajuato, no México, contém mais de mil vulcões e é excepcionalmente grande.
Os campos monogenéticos ocorrem apenas quando a taxa de fornecimento de magma ao vulcão é baixa ou quando as aberturas não estão suficientemente próximas ou não são suficientemente grandes para desenvolver sistemas de canalização vulcânica para a alimentação contínua de magma. Os campos vulcânicos monogenéticos podem fornecer imagens instantâneas da região subjacente à superfície e podem ser úteis no estudo da geração de magma e da composição do manto terrestre, uma vez que a erupção única produzida corresponderia à composição e características da câmara magmática de onde irrompeu.

## Exemplos
Entre muitos outros, conhecem-se os seguintes campos vulcânicos monogenéticos:
- Campo vulcânico de Auckland, subjacente a grande parte da cidade de Auckland, Nova Zelândia;
- Campo vulcânico de Wells Gray-Clearwater, centro-leste da Colúmbia Britânica, Canadá;
- Série Vulcânica de Honolulu, Havai, Estados Unidos;
- Campo de lava de Boring, perto de Portland, Oregon, Estados Unidos;
- Campo vulcânico de Michoacán-Guanajuato (inclui El Jorullo e Parícutin), Michoacán, México;
- Vulcão Eifel, Alemanha;
- Chaîne des Puys, França;
- Campo Vulcânico de La Garrotxa (também conhecido como Campo Vulcânico de Olot), Espanha;
- Carrán-Los Venados, Chile;
- Zona norte e nordeste da Gran Canaria, Ilhas Canárias;
- Zona vulcânica meridional de Tenerife, Ilhas Canárias;
- Província vulcânica de Newer, sudeste da Austrália;
- Plugs vulcânicos de Kachchh, Gujarat, Índia;
- Maahunui Volcanic System, Canterbury Basin, Nova Zelândia;[4]
- Cat Hills volcanic field, New Mexico, United States;
- Cumbre Vieja, La Palma, ilhas Canárias.[5]